# 津久井五月
津久井 五月（つくい いつき、1992年 -）は、日本のSF作家。栃木県那須町出身。

## 経歴・人物
東京大学工学部建築学科卒業。同大学大学院工学系研究科建築学専攻修士課程修了。
2017年3月、津久井悠太名義の投稿作「天使と重力」で第4回日経「星新一賞」学生部門準グランプリを獲得。同年11月、投稿作「コルヌトピア」が第5回ハヤカワSFコンテストで大賞（第1席）を受賞し、作家デビューした。
2021年10月、「フォーブス30アンダー30」（日本版）の一人に選ばれる。
日本SF作家クラブ会員。

## 作品リスト

### 単行本
- 『コルヌトピア』（早川書房、2017年11月 / 文庫版 ハヤカワ文庫JA、2020年6月 解説:ドミニク・チェン）

### アンソロジー収録
「」内が津久井の作品
- 『ポストコロナのSF』（ハヤカワ文庫JA、2021年4月）「粘膜の接触について」
- 『ギフト 異形コレクションLIII』 （光文社文庫、2022年4月）「肉芽の子」
- 『AIとSF』（ハヤカワ文庫JA、2023年5月）「友愛決定境界」
- 『AIとSF 2』（ハヤカワ文庫JA、2024年11月）「生前葬と予言獣」

### 雑誌等掲載作品
小説
- 「天使と重力」 - 『日経「星新一賞」第四回受賞作品集』（電子書籍 日本経済新聞社、2017年3月）収録
- 「蒼転移」 - 文庫版『コルヌトピア』（2020年6月18日）収録
- 「地下に吹く風、屋上の土」 - 『WIRED』vol.37 (プレジデント社、2020年6月23日) 掲載
- 「牛の王」 - 『S-Fマガジン』2020年8月号（早川書房）掲載
- 「イドを探して」 - 『WIRED.jp』（コンデナスト・ジャパン、WEB上、2021年6月）掲載
- 「環の平和」 - 『S-Fマガジン』2021年10月号（早川書房）掲載
- 「炎上都市」 - 『S-Fマガジン』2022年12月号（早川書房）掲載

エッセイ、論考
- 「大賞『コルヌトピア』著者 津久井五月氏コメント」 - 『S-Fマガジン』2017年12月号 掲載
- 「2020年のわたし」 - 『SFが読みたい! 2020年版』（S-Fマガジン編集部、2020年2月）掲載
- 「小説のデザイン・モチーフ」 - 『S-Fマガジン』2020年10月号 掲載
- 「私的偉人伝」 - 『小説すばる』2021年1月号 掲載
- 「書評 こぼれる詩人の水面 松下育男『コーヒーに砂糖は入れない』」 - 『現代詩手帖』2021年10月号 掲載
- 「夢みるお皿」 - 『小説すばる』2022年7月号 掲載